# Ієрарх
Ієра́рх (від грец. ῐ̔ερός священний, грец. ᾰ̓ρχή влада) — загальне найменування священнослужителів вищого (третього) ступеня християнської церковної ієрархії (єпископ, архієпископ, митрополит, патріарх).
Ієрарх повновладний глава духівництва церковно-адміністративного округу — єпархії, він висвячує священиків (ієреїв), дияконів, призначає священнослужителів на парафії.
В православній церкві вживається також найменування — архієрей.